# Tres Marías-wasbeer
De Tres Marías-wasbeer (Procyon lotor insularis) is een ondersoort van de wasbeer (Procyon lotor) die voorkomt op de eilanden María Madre en María Magdalena (Maria-eilanden) ten westen van de kust van de Mexicaanse deelstaat Nayarit.
Deze wasbeer werd soms als een aparte soort gezien, maar nu meestal als een ondersoort van de wasbeer. De Tres Marías-wasbeer wordt door de lokale inwoners gehouden als huisdier. Hij is zeldzaam en bedreigd door zijn kleine leefomgeving. Hij zou er hetzelfde uitzien als een gewone wasbeer, alleen zijn kop is iets groter en zijn poten hebben iets bredere voetafdrukken.

## Leefwijze
Het voedsel bestaat uit noten, zaden, kikkers, vissen, vogeleieren, bessen.